# Guldbagge/Beste Kamera
Guldbagge: Beste Kamera
Gewinner des schwedischen Filmpreises Guldbagge in der Kategorie Beste Kamera (Bästa foto). Das Schwedische Filminstitut vergibt seit 1964 alljährlich seine Auszeichnungen für die besten Filmproduktionen und Filmschaffenden des vergangenen Kinojahres Ende Januar beziehungsweise Anfang Februar auf einer abwechselnd in Stockholm oder Göteborg stattfindenden Gala. Der Filmpreis für die beste Kamera wurde erstmals 1989 verliehen.
Am erfolgreichsten in dieser Kategorie waren bisher (Stand 2023) der schwedische Kameramann Jens Fischer (1994, 1998 und 2005) sowie der Niederländer Hoyte van Hoytema (2009, 2010 und 2013), die je dreimal ausgezeichnet wurden.

## 1980er Jahre
1989
Peter Mokrosiński – Friends

## 1990er Jahre
1990
Göran Nilsson – Coq Rouge (Täcknamn Coq Rouge)

1991
Esa Vuorinen – Guten Abend, Herr Wallenberg (God afton, Herr Wallenberg)

1992
Per Källberg – Agnes Cecilia
Sven Nykvist – Der Ochse (Oxen)
Jan Troell – Il Capitano

1993
Tony Forsberg – Sonntagskinder (Söndagsbarn)
Jens Fischer – Tödliches Verlangen (Svart Lucia)
Jens Fischer – Fannys Farm (Änglagard)
Jörgen Persson – Die besten Absichten (Den goda viljan)

1994
Jens Fischer – Der letzte Tanz (Sista dansen)
Göran Nilsson – Die Schleuder (Kådisbellan)
Peter Mokrosiński – Kommissar Beck: Der Mann auf dem Balkon (Mannen på balkongen)

1995
Harald Gunnar Paalgard – Drømspel
Lars Crépin – Händerna
Jörgen Persson – Zorn

1996
Jan Röed – Atlanten
Göran Nilsson – Stora och små män
Stefan Kullänger – Sommaren

1997
Harald Gunnar Paalgard – Juloratoriet
Anders Bohman – Der Traumprinz von Em (Drömprinsen – filmen om Em)
Kjell Lagerroos – Die Spur der Jäger (Jägarna)

1998
Jens Fischer – Under ytan
Esa Vuorinen – Svenska hjältar
Per Källberg – Ich bin dein Krieger (Jag är din krigare)

1999
Philip Øgaard – Glasblåsarns barn
Mikael Kristersson – Falkenaugen (Falkens öga)
Ian Wilson – Hela härligheten

## 2000er Jahre
2000
Anders Bohman – Tsatsiki – Tintenfische und erste Küsse (Tsatsiki, morsan och polisen)
Peter Mokrosiński – Straydogs
Jacob Jørgensen – Zero Tolerance – Zeugen in Angst (Noll tolerans)

2001
István Borbás und Jesper Klevenås – Songs from the Second Floor
John O. Olsson – Knockout
Esa Vuorinen – Dubbel-8

2002
Jan Troell und Mischa Gavrjusjov – So weiß wie Schnee (Så vit som en snö)
Peter Mokrosiński – Leva livet
Jörgen Persson – En sång för Martin

2003
Ulf Brantås – Lilja 4-ever
John Christian Rosenlund – Kommissar Beck – Die letzte Zeugin (Beck – sista vittnet)
Lars Crépin – Alla älskar Alice

2004
Peter Mokrosiński – Evil
Göran Hallberg – Verschwörung im Berlin-Express (Skenbart: En film om tåg)
Göran Hallberg – Detaljer

2005
Jens Fischer – The Queen of Sheba’s Pearls
Harald Gunnar Paalgard – Wie im Himmel (Så som i himmelen)
Leif Benjour – Fyra nyanser av brunt

2006
Aril Wretblad – Zozo
Anders Bohman – Mun mot mun
Philip Øgaard – Kim Novak badete nie im See von Genezareth (Kim Novak badade aldrig i Genesarets sjö)

2007
Linus Sandgren – Storm
Peter Gerdehag – Hästmannen
Crille Forsberg – Om Gud vill

2008
Geir Hartly Andreassen – Darling
Eric Kress – Arn – Der Kreuzritter (Arn – Tempelriddaren)
Gustav Danielsson – Das jüngste Gewitter (Du levande)

2009
Hoyte van Hoytema – So finster die Nacht (Låt den rätte komma in)
Marius Dybwad Brandrud – De ofrivilliga
Jan Troell und Mischa Gavrjusjov – Die ewigen Momente der Maria Larsson (Maria Larssons eviga ögonblick)

## 2010er Jahre
2010
Hoyte van Hoytema – Das Mädchen (Flickan)
Peter Mokrosiński – Verdammnis (Flickan som lekte med elden)
Eric Kress – Verblendung (Män som hatar kvinnor)

2011
Aril Wretblad – Snabba Cash
Göran Hallberg – Der Himmel ist unschuldig blau (Himlen är oskyldigt blå)
Erik Molberg Hansen – Bessere Zeiten (Svinalängorna)

2012
Marius Dybwad Brandrud – Play – Nur ein Spiel? (Play)
Per Källberg – Stockholm Ost (Stockholm Östra)
Dan Laustsen – Simon (Simon och Ekarna)

2013
Hoyte van Hoytema – Call Girl
Jan Troell und Mischa Gavrjusjov – Dom över död man
Måns Månsson – Avalon

2014
Petrus Sjövik – Ömheten
Eric Kress – Monica Z
Erik Sohlström – Känn ingen sorg

2015
Fredrik Wenzel – Höhere Gewalt (Turist)
Fredrik Wenzel – The Quiet Roar
Jallo Faber – Gentlemen

2016
Gösta Reiland – Flocken
Göran Hallberg – Ein Mann namens Ove (En man som heter Ove)
Linda Wassberg – Det vita folket

2017
Ita Zbroniec Zajt – Yarden
Ita Zbroniec Zajt – Min faster i Sarajevo
Anders Bohman – Der Müllhubschrauber (Sophelikoptern)

2018
Fredrik Wenzel – The Square
Jonas Alarik – Korparna
Sophia Olsson – Das Mädchen aus dem Norden (Sameblod)

2019
Kristoffer Jönsson – Trädgårdsgatan
Ellinor Hallin – In i Dimman
Måns Månsson – Stell dir vor, du müsstest fliehen (Jimmie)

## 2020er Jahre
2020
Lisabi Fridell – Als wir tanzten (And Then We Danced)
Ragna Jorming – Quick – Die Erschaffung eines Serienkillers
Aril Wretblad – Swoon
2021
Sophia Olsson – Charter
Mathias Døcker und Jonathan Elsborg – Samtidigt på Jorden
Frida Wendel – Spring Uje spring
2022
Sophie Winqvist – Clara Sola
Ellinor Hallin – Kören – En film om Tensta Gospel Choir
Marek Wieser – Tiger (Tigers)
2023
Jonas Alarik – Operation Schwarze Krabbe (Svart krabba)
Simon Pramsten – Comedy Queen
Stellan Runge – Burn All My Letters (Bränn alla mina brev)